# Jochen Döring
Jochen Döring (* 21. September 1981 in Frankfurt am Main) ist ein deutscher Schauspieler und Comedian.

## Karriere
Jochen Döring begann seine Schauspielkarriere 2006 am Schauspiel Frankfurt als „Heilbutt“ in Falladas Erfolgsstück Kleiner Mann – was nun?. Im selben Jahr schloss sich Jochen Döring dem Theater „Landungsbrücken“ an, wo er seitdem regelmäßig als „Ritter Rost“ in dem gleichnamigen Kinder-Musical zu sehen ist. Weitere Engagements hatte er u. a. am Frankfurter Volkstheater und am Staatstheater Darmstadt. Im Kult-Theater „Die Schmiere“ gehörte er von 2009 bis 2015 zum festen Ensemble und ist hier gleichzeitig im Comedy Duo „Frankfurter Klasse“ zusammen mit Tim Karasch mit dem Kultstück „Die Reise des Goldfischs“ sehr erfolgreich. Im Jahre 2015 war Döring am Freien Schauspiel Ensemble in Dea Lohers „Unschuld“ zu sehen. Größere Bekanntheit erlangte Döring mit seiner Rolle des türkischen Mädchens „Zeynep Tilki“.
Seit November 2019 ist er auch als Solo-Künstler mit seinem Bühnenprogramm „Germany’s next Opferklaus!“ zu sehen.

## Theater
- 2006: Der Prototyp – Die Schmiere Frankfurt, Regie: Tim Karasch/Jochen Döring, Rolle: Roboter NPD-3-O
- 2006: Kleiner Mann, was nun? – Schauspiel Frankfurt, Regie: Alexander Brill, Rolle: Heilbutt
- 2006: Ritter Rost und die Hexe Verstexe – Landungsbrücken Frankfurt am Main, Regie: Michaela Conrad, Rolle: Ritter Rost
- 2007: Ritter Rost und das Gespenst – Landungsbrücken Frankfurt, Regie: Michaela Conrad, Rolle: Ritter Rost
- 2008: Das erste Mal – Landungsbrücken Frankfurt[3], Regie: Torge Kübler, Rolle: Felix
- 2008: Das Herz ist eine revolutionäre Zelle – Landungsbr. Frankfurt am Main, Regie: Linus König, Rolle: Ismael
- 2008: Ritter Rost macht Urlaub – Landungsbrücken Frankfurt, Regie: Michaela Conrad, Rolle: Ritter Rost
- 2008: Totalschaden – Theater Quarantäne Darmstadt, Regie: Hanno Hehner, Rolle: Duco Van Poelgeest
- 2009: Der fröhliche Weinberg – Volkstheater Frankfurt, Regie: Heinz-Werner Kraehkamp, Rolle:Veteran
- 2009: Das Wirtshaus im Spessart – Staatstheater Darmstadt, Regie: Anne Georgio, Rolle:Räuberhauptmann
- 2009: Die Party geht weiter! Boni für alle! – Die Schmiere, Frankfurt am Main, Regie: Bernd Krieg, Rolle: Diverse
- 2009: Ritter Rost und die Räuber – Landungsbrücken Frankfurt, Regie: Michaela Conrad, Rolle: Ritter Rost
- 2010: Die Reise des Goldfischs – Die Schmiere, Frankfurt, Regie: Döring/Karasch, Rolle: Diverse
- 2010: Cendrillon oder Der gläserne Pantoffel – BGM Hanau, Regie: Dieter Gring, Rolle: Dauphin Louis
- 2010: Ritter Rost ist krank – Landungsbrücken Frankfurt, Regie: Michaela Conrad, Rolle: Ritter Rost
- 2010: Warten auf Godot – Theater Peripherie, Regie: Peter Eckert, Rolle: Pozzo
- 2011: Der Froschkönig – BGM Hanau, Regie: Dieter Gring, Rolle: Dian Fiallar (Elf)
- 2011: Der Zauberer von Oz – Staatstheater Darmstadt, Regie: Ina Keppel, Rolle: Blechmann
- 2011: Aufschwung in 3D! – Die Schmiere / Frankfurt, Regie: Bernd Krieg, Rolle: Diverse
- 2012: Die Schneekönigin – Staatstheater Darmstadt, Regie: Romy Schmidt, Rolle: Märchenerzähler Andersen
- 2012: Die schöne und das Tier – BGM Hanau, Regie: Dieter Gring, Rolle: Lillemor
- 2012: Happy End mit Flaschenpfand – Die Schmiere, Frankfurt, Regie: Bernd Krieg, Rolle: diverse
- 2013: König Drosselbart – Brüder Grimm Festspiele Hanau, Regie: Klaus Philipp, Rolle: Gnom Zugroß
- 2014: Jekyll & Hyde  – Comoedienhaus Hanau, Regie: Marc Ermisch, Rolle: Edward Hyde
- 2015: Unschuld – Freies Schauspiel Ensemble Frankfurt, Regie: Reinhard Hinzpeter, Rolle: Fadoul/Frant
- 2016: Woyzeck oder der Mangel an Alternativen – Landungsbrücken Frankfurt, Regie: Sarah Kortmann, Rolle: Woyzeck
- 2016: Hass - Bis hierher lief's noch ganz gut - Landungsbrücken Frankfurt, Regie: Linus König, Rolle: Vince
- 2018: Der keine Prinz – Theaterperipherie, Regie: Hadi Khanjanpour, Rolle: Peter
- 2018: P(1984) – Landungsbrücken Frankfurt, Regie: Sarah Kortmann, Rolle: diverse

## Filmografie
- 2007: Alles nach Plan – HfG Offenbach
- 2007: Von Whiskey und Wasser – Kurzfilm
- 2007: Vincent macht blau – Kurzfilm
- 2007/08: Marios Heimspielanalyse
- 2011: August – Goethe-Uni Frankfurt
- 2012: Der Wächter – HfG Offenbach
- 2013: Männertreu – ARD
- 2013: Ich verlass mich auf Dich – Bewerbungsfilm
- 2013: Weg für ‘ne Weile – Bewerbungsfilm Ludwigsburg
- 2015: Alles Verbrecher – Leiche im Keller
- 2015: Humorkommission
- 2015: Tatort – Wer bin ich?
- 2015: Tatort – Das Haus am Ende der Straße[4]